# Barbagia

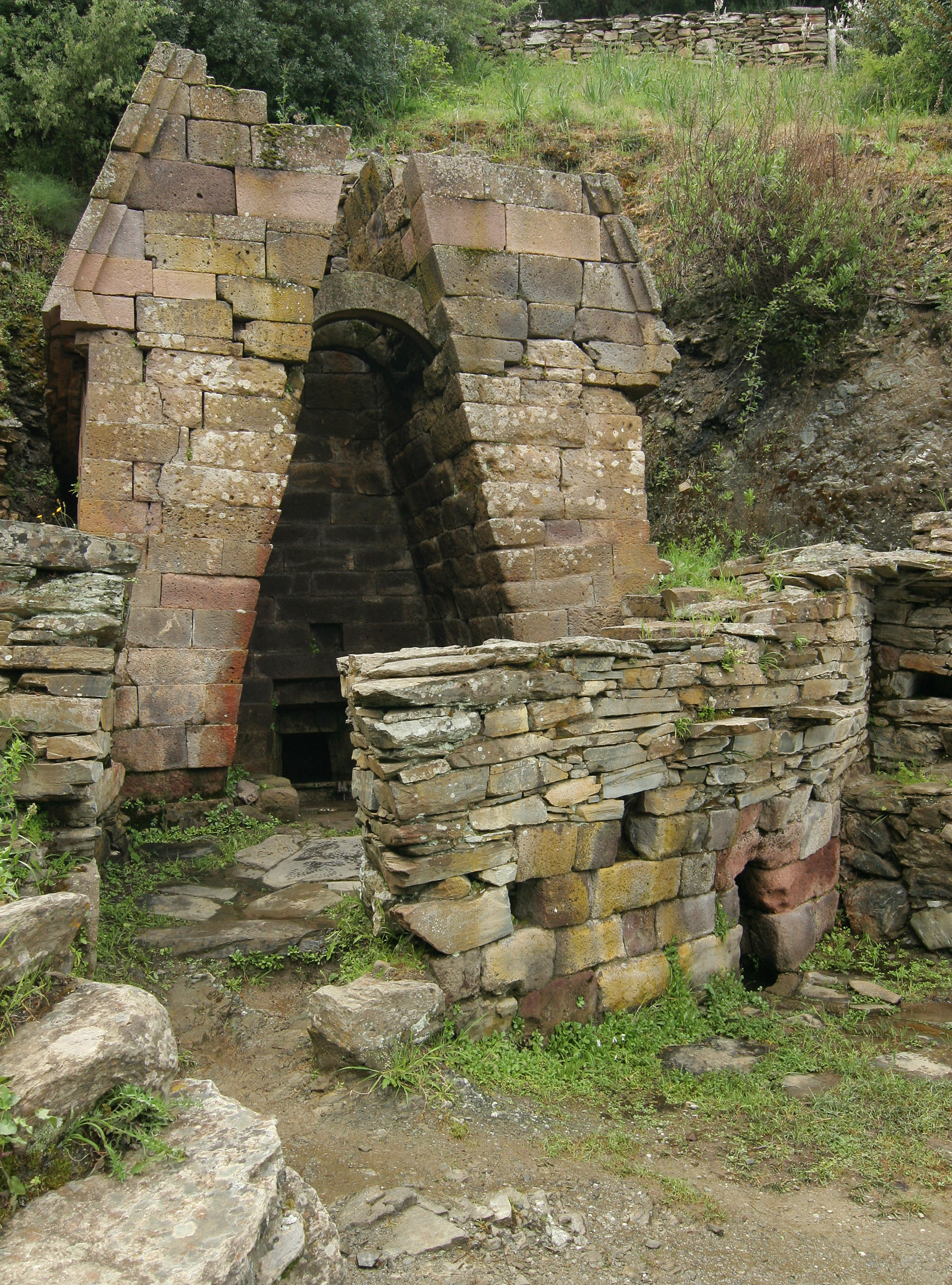
La izvorul sacru Su Tempiesu, Orune, datând din perioada culturii nuragice

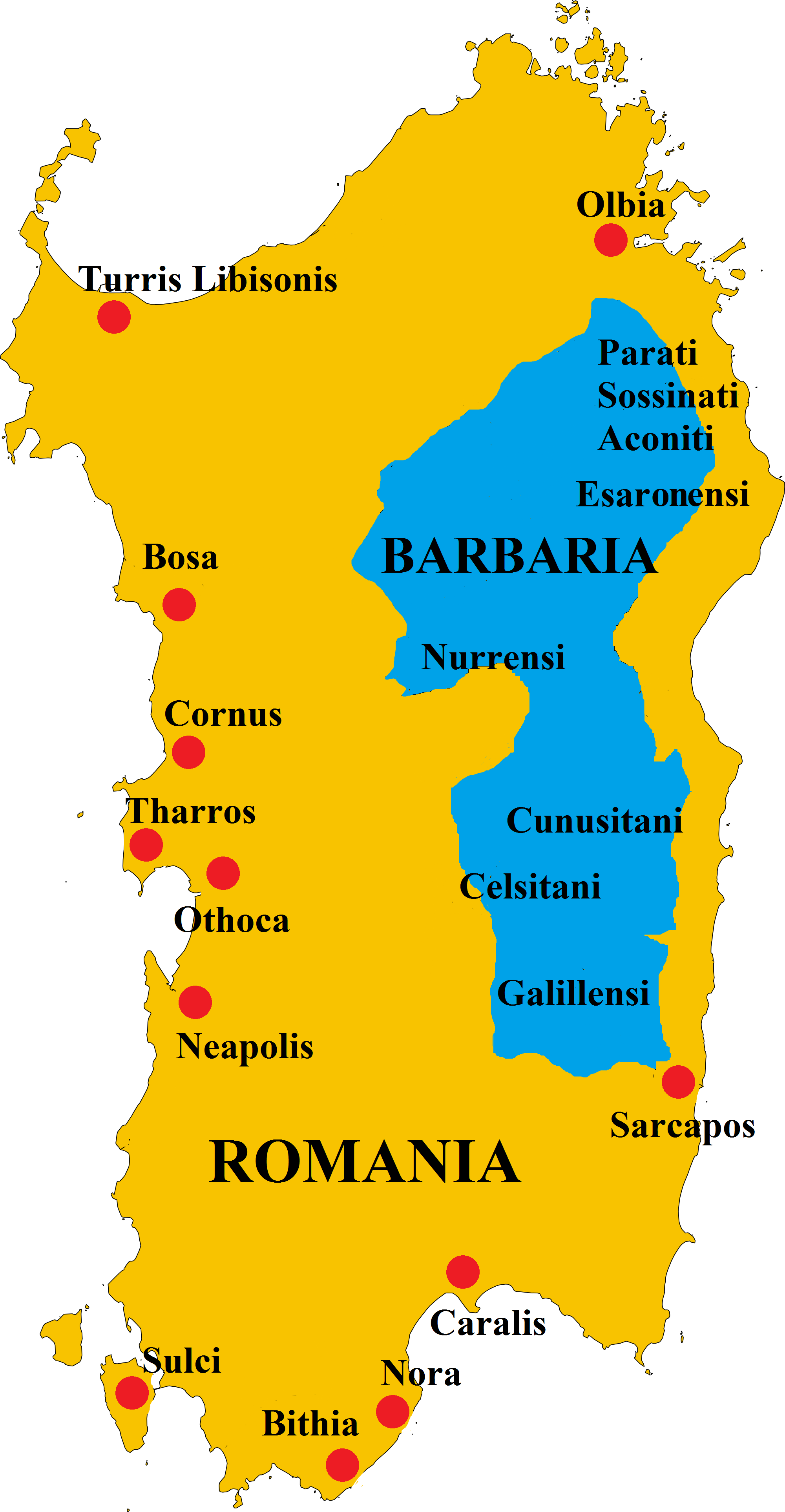
Situația politică în Sardinia romană

Barbagia (Barbàgia sau Barbaza în limba sardă) este o vastă regiune muntoasă din Sardinia centrală, care se întinde pe flancurile Masivului Gennargentu. Regiunea este alcătuită din zonele Gennargentu și Ogliastra, Supramonte și Nuorese, până la Bitti. Se învecinează cu Gallura, Baronia, Oristanese, valea Tirso și Sarcidano , și acoperă o suprafață de aproximativ 1.300 km2 cu o populație de aproximativ 120.000 de locuitori. Cel mai populat oraș este Nuoro.

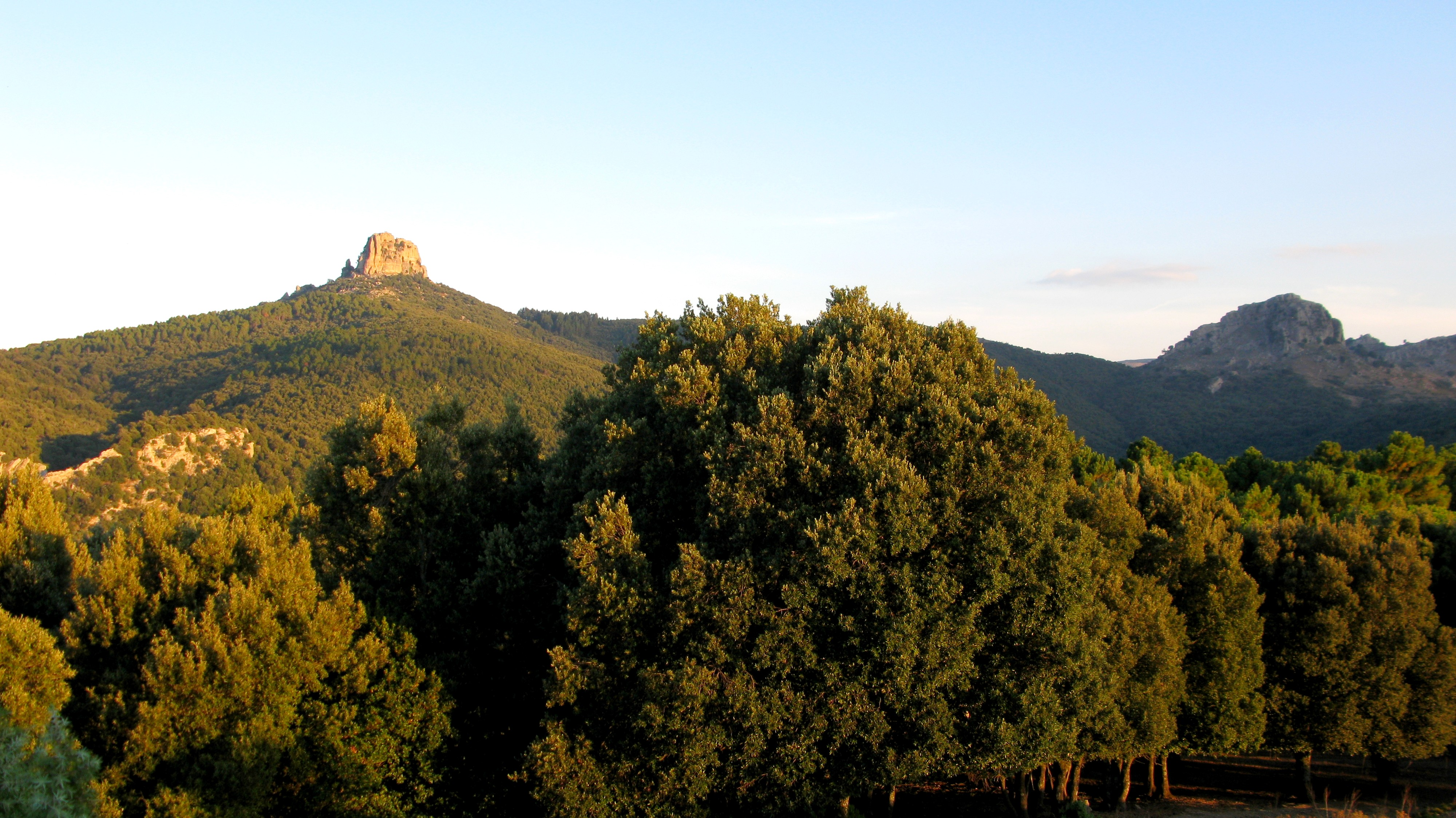
Supramonte de Orgosolo - Monte San Giovanni și Monte Fumai
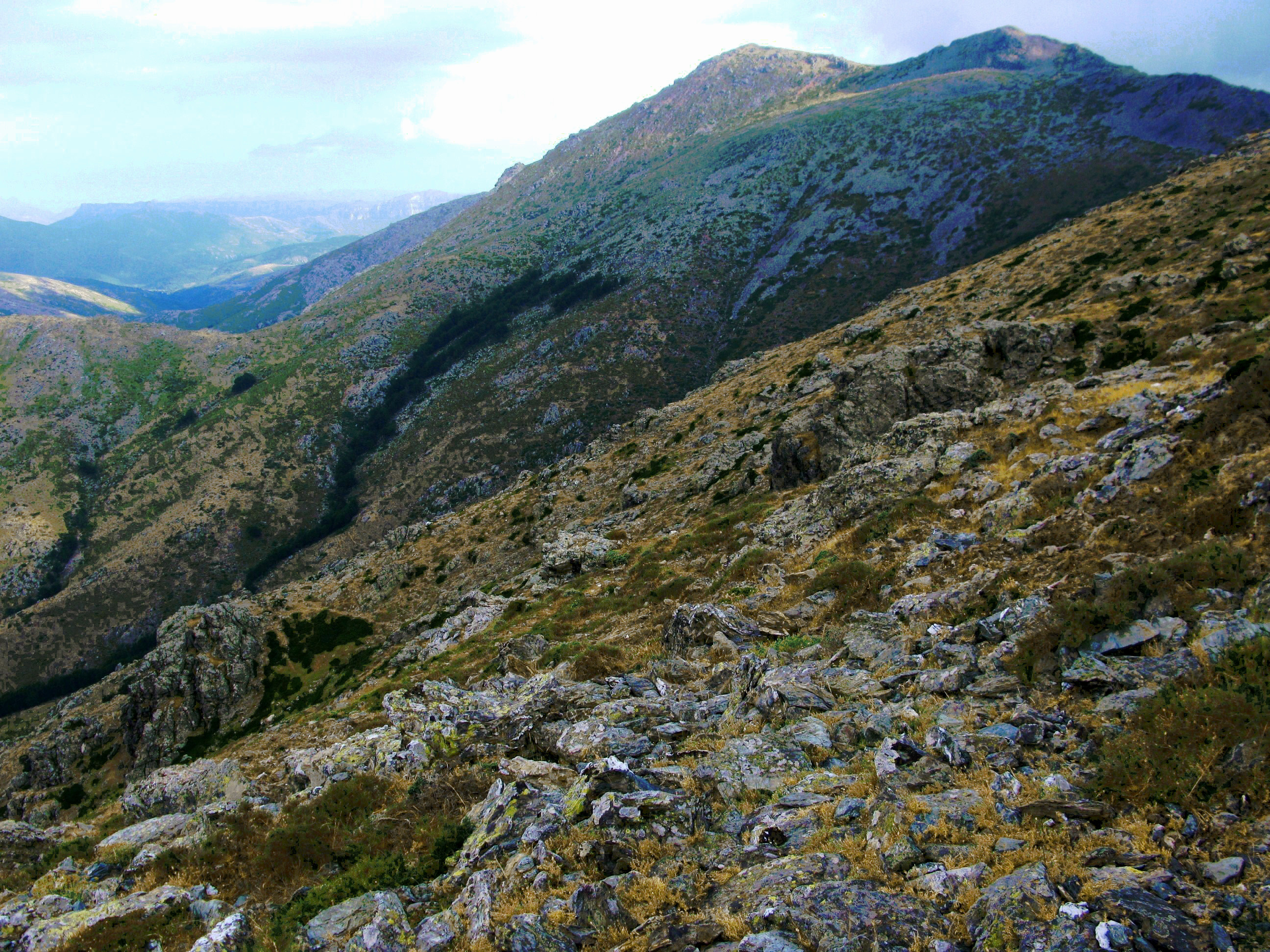
Gennargentu - Genna Orisa
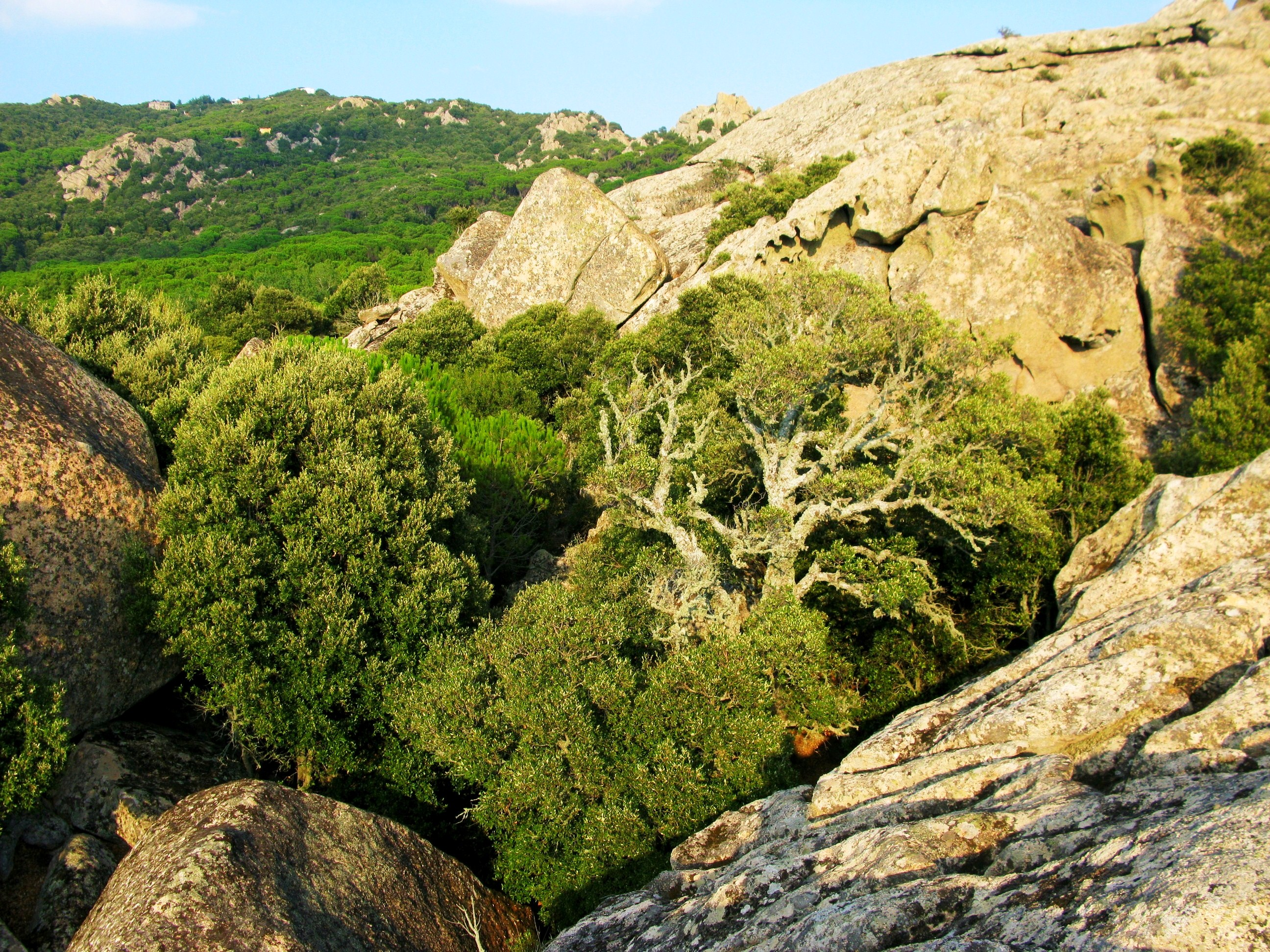
Pădure în Monte Ortobene
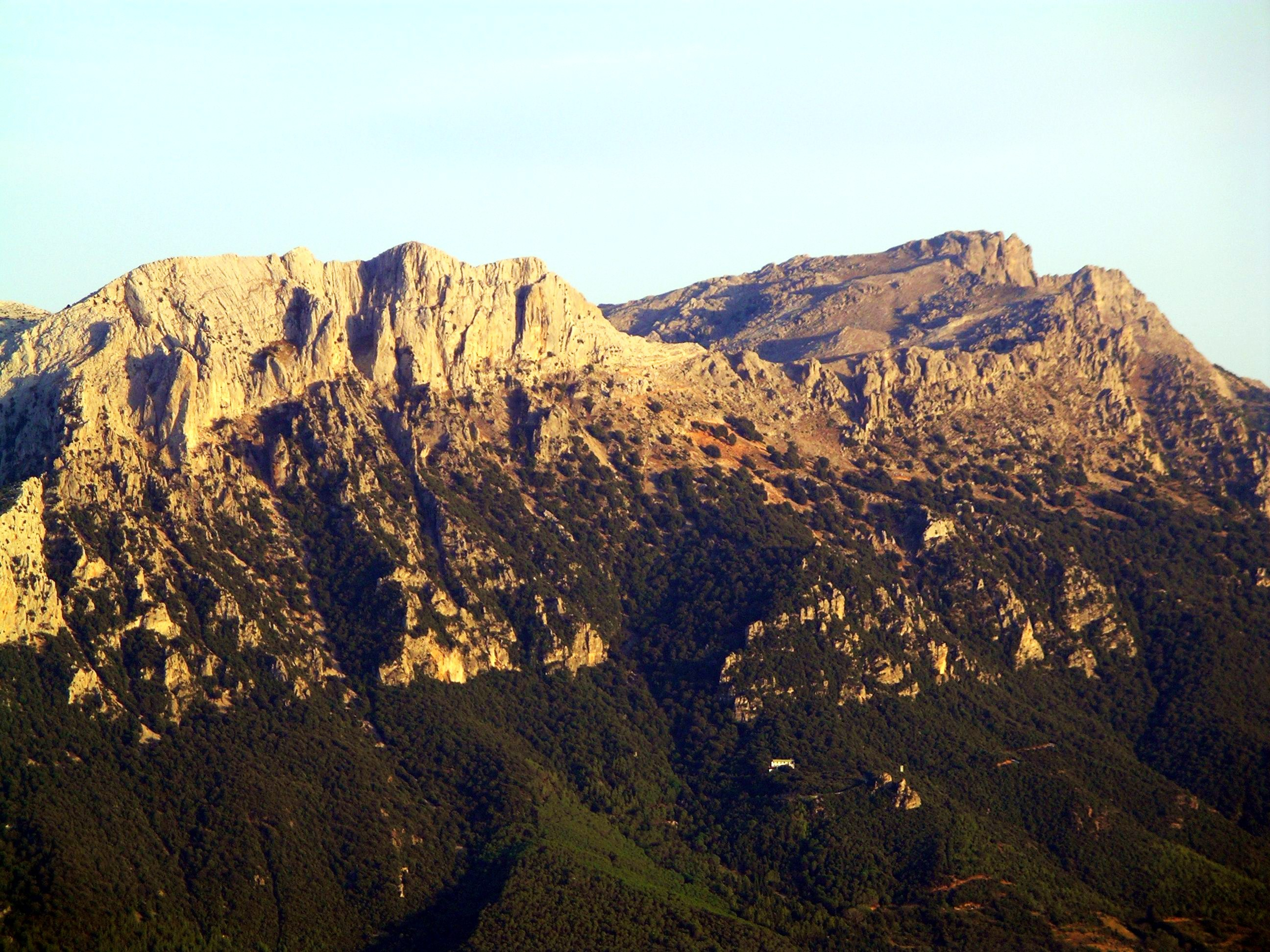
Supramonte de Oliena - Punta Corrasi
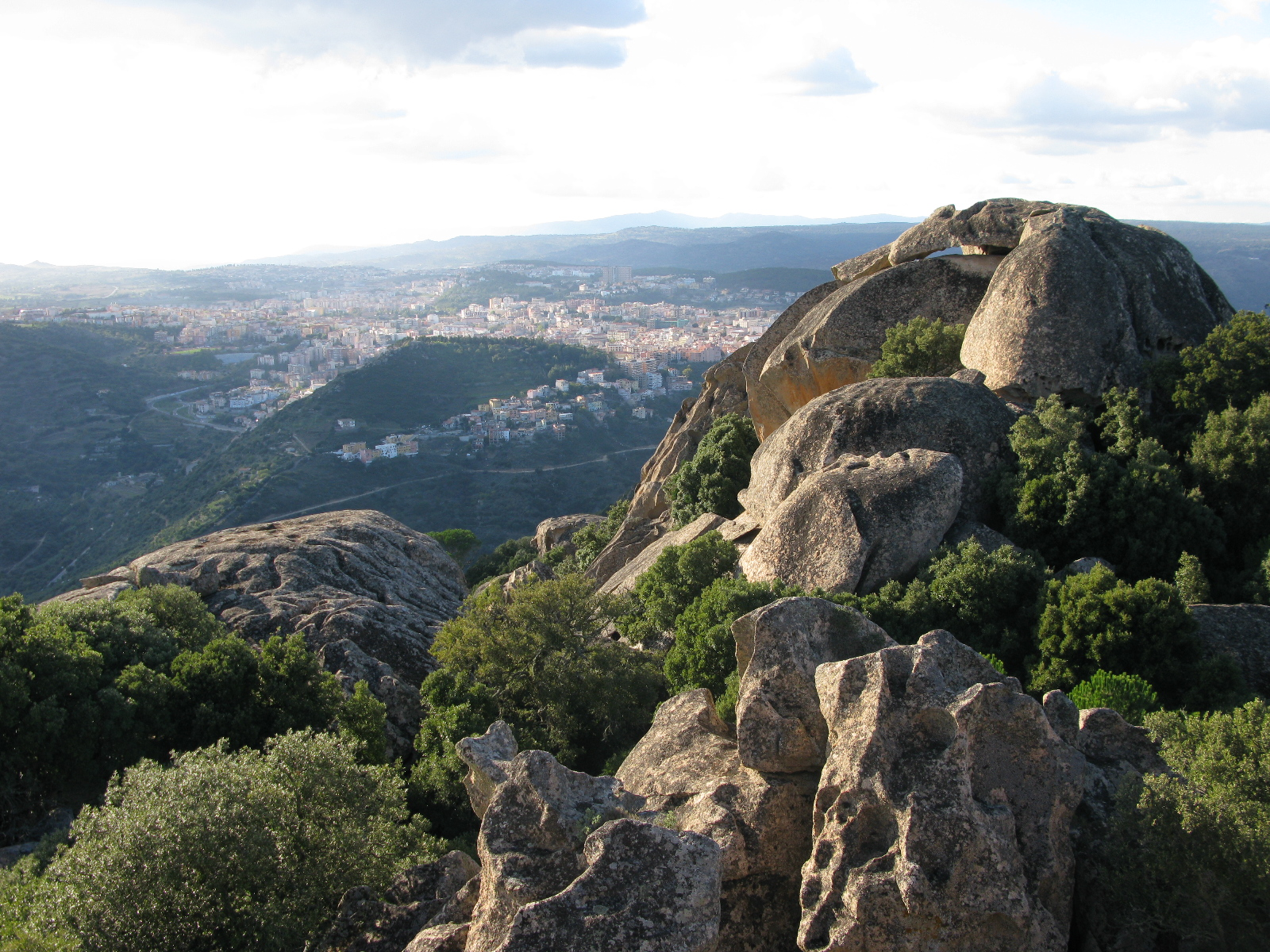
Rocciai de Monte Ortobene
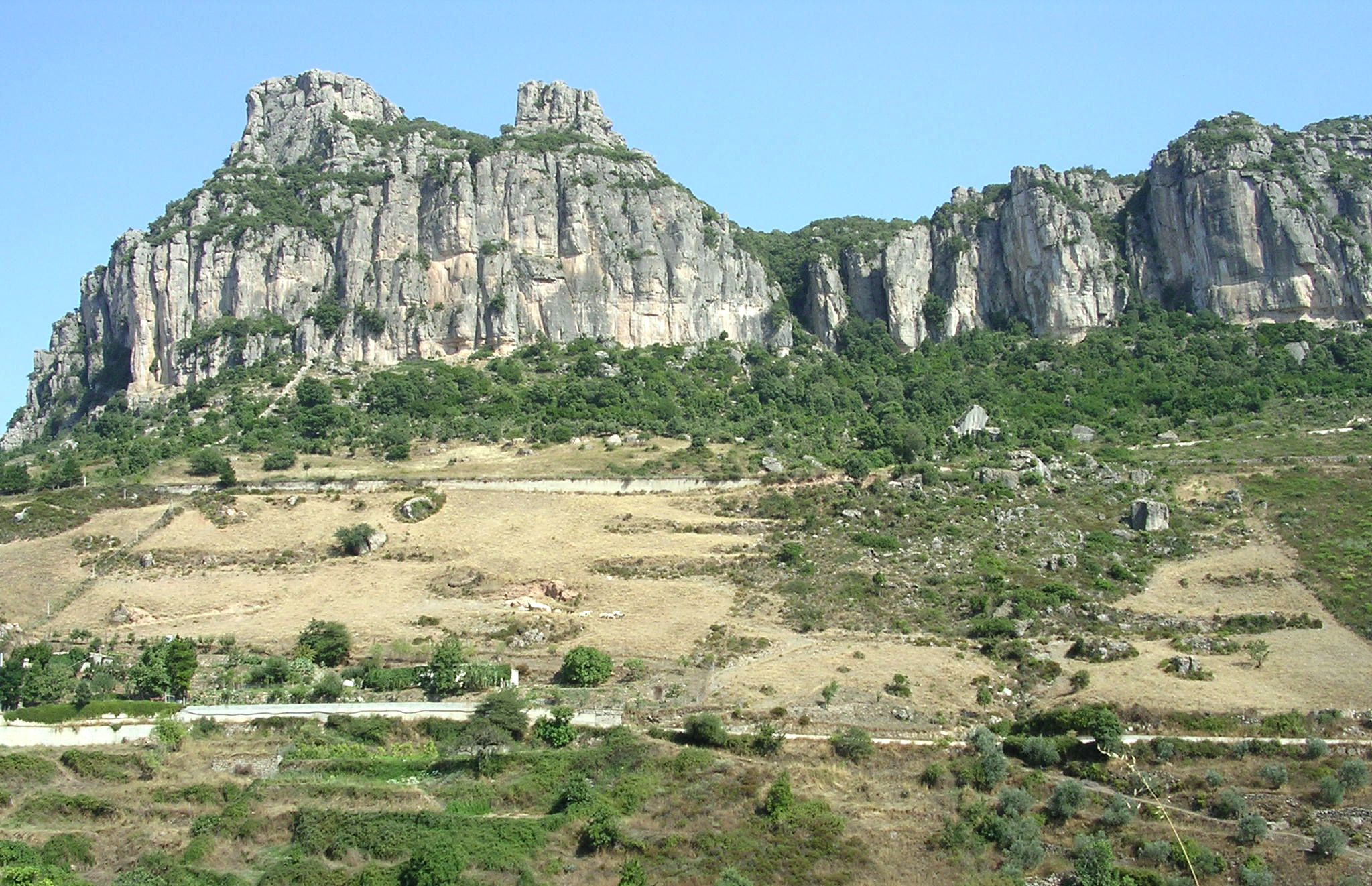
Rocciaio de Ulassai - Genna Obida
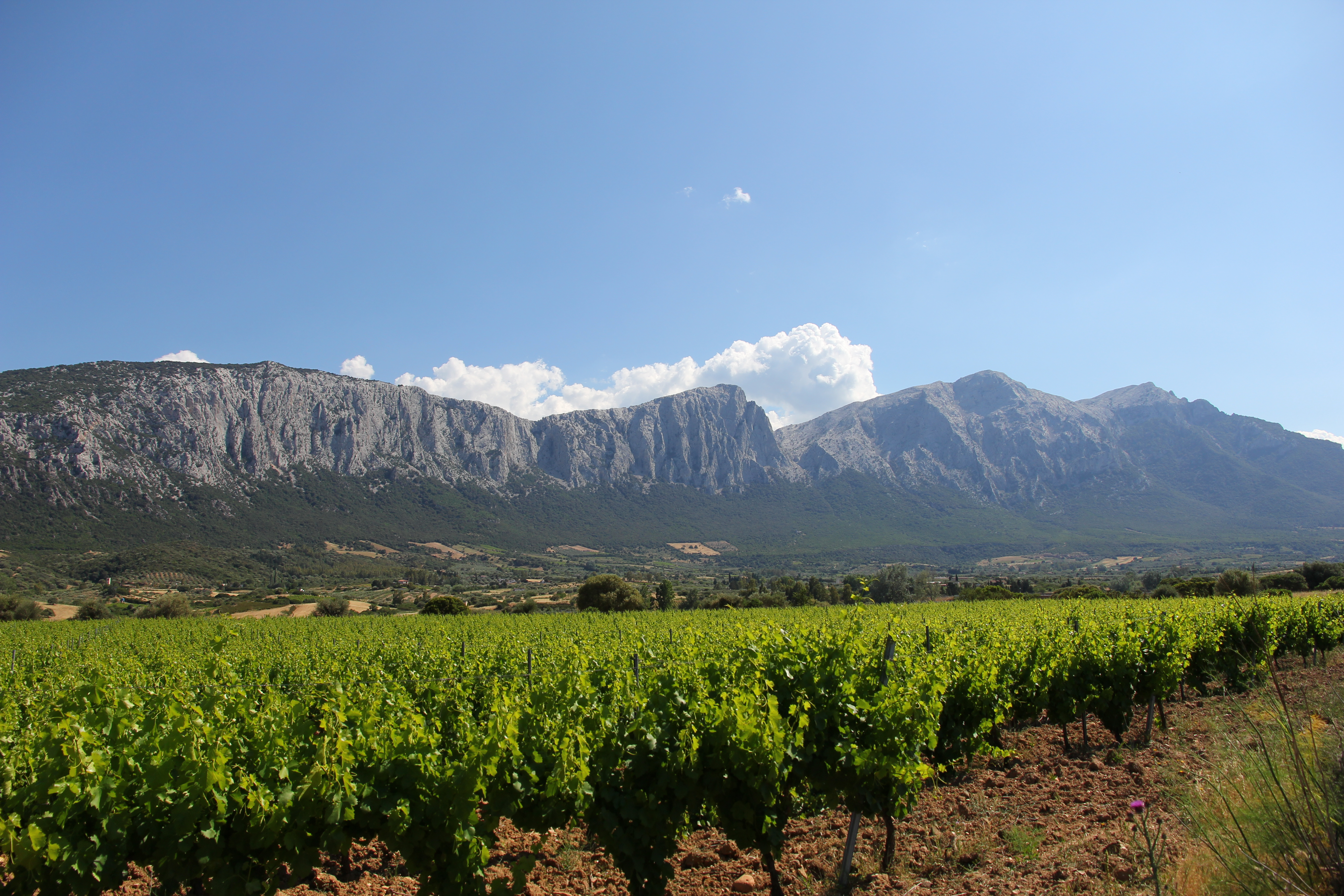
Supramonte de Oliena

## Regiuni istorice
- Barbagia Nuoro (sau provincia Nuoro)
- Barbagia Bitti (parte din Barbagia Nuoro)
- Barbagia Ollolai (sau Barbagia Sus) la nord de Gennargentu;
- Mandrolisai la vest de Gennargentu;
- Barbagia Belvì (sau Barbagia, Central) la sud de Gennargentu;
- Barbagia Seulo (sau Barbagia Jos) încă și mai la sud.
- Ogliastra (cunoscută în trecut ca Barbàgia Trigònia).

Regiunea aparține aproape în întregime provinciei Nuoro. Principalele localități în afară de Nuoro sunt: Olzai, Sardinia și cătunul Cala Gonone, Aritzo, Atzara, Belvì, Bitti, Gavoi, Ollolai, Fonni, Desulo, Tiana, Ovodda, Orani, Orgosolo, Ortueri, Oliena, Orotelli, Orune, Mamoiada, Meana Sardo, Tonara, Austis. Acestea sunt centre puternic conservatoare față de limba și tradițiile sarde.